# Сцинк темнозелений
Сцинк темнозелений, канарський цилідричний сцинк (Chalcides viridanus) — вид сцинкоподібних ящірок родини сцинкових (Scincidae). Ендемік Іспанії.

## Поширення і екологія
Темнозелені сцинки мешкають на острові Тенерифе в Канарському архіпелазі. Вони живуть в різноманітних прибережних, посушливих і вологих середовищах. Є одними з небагатьох канарських плазунів, що зустрічаються в густих лаврових лісах. Трапляються поблизу людських поселень. Живородні, народжують 1-6 дитинчат.